# Sundale (Washington)
Sundale az Amerikai Egyesült Államok északnyugati részén, Washington állam Klickitat megyéjében, a White Salmon folyó mentén elhelyezkedő önkormányzat nélküli település.
Sundale postahivatala 1915 és 1945 között működött. A település nevét L.W. Hill és C.M. Levy, a Spokane, Portland & Seattle Railway két munkatársa választotta.